# Secțiune (botanică)
În botanică, o secțiune (în latină sectio) este un rang taxonomic sub gen, dar deasupra speciei. Subgenul, dacă este prezent, este mai mare decât secțiunea, iar rangul serie, dacă este prezent, este sub secțiune. La rândul lor, secțiunile pot fi împărțite în subsecțiuni.
Secțiunile sunt de obicei folosite pentru a ajuta la organizarea genurilor foarte mari, care pot avea sute de specii. Un botanist care dorește să distingă grupuri de specii poate prefera să creeze un taxon la rangul de secțiune sau serie pentru a evita să facă combinații noi, adică multe nume binom noi pentru speciile implicate .
Exemple:
- Lilium sectio Martagon Rchb. sunt crinii de șapcă ai turcilor
- Plagiochila aerea Taylor este specia tip din sectiunea Plagiochila. Bursatae